# Malus sylvestris
Il melo selvatico (Malus sylvestris (L.) Mill., 1768) è una pianta appartenente alla famiglia delle Rosacee.

## Descrizione

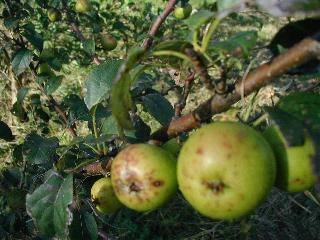
Frutti

È una pianta che cresce prevalentemente in forma di arbusto o alberello, ma che in condizioni ottimali può anche superare i dieci metri di altezza.
La corteccia è grigiastra. Le foglie sono ovali, lunghe 3–4 cm, con il bordo seghettato, di colore verde pallido, ricoperte da una peluria biancastra sulla faccia inferiore.
I fiori hanno una corolla di cinque petali bianchi con sfumature rosa.
Il frutto è simile a quello del melo domestico ma più piccolo (3 – 4 cm di diametro), duro e asprigno. Giunge a maturazione tra luglio e ottobre.

## Distribuzione e habitat
Originario dell'Europa e della Turchia.

## Usi
È utilizzato come portainnesto per la coltivazione di varietà di Malus domestica.